# Metoidioplastia
Metoidioplastia, às vezes informalmente chamada de meto, é uma alternativa à faloplastia para transexuais homens. Com os efeitos do tratamento hormonal com testosterona, o clitóris cresce com o tempo até atingir um tamanho médio de 4-5 cm. Em uma metoidioplastia o clítoris já grande é "solto" de sua posição original e movido à frente para uma posição que lembra mais a de um pênis. Em alguns casos, a uretra é alongada para que termine na ponta do neofalo. 
O clitóris e o pênis têm a mesma anatomia, possuem glande, prepúcio e são constituídos internamente por corpos cavernosos e esponjosos que se enchem de sangue em situações de estimulação. Por conta disso, a metoidioplastia pode ser uma técnica eficaz para construção de um neofalo funcional, que pode ficar naturalmente ereto e permite prazer próprio, embora seja bem menor que o obtido na faloplastia. Além da construção do pênis, também é feita a bolsa escrotal com a pele dos grandes lábios e próteses de silicone.